# Alfred E. Smith Memorial Foundation Dinner
Das Alfred E. Smith Memorial Foundation Dinner, allgemein als Al Smith Dinner bekannt, ist ein jährliches Abendessen, das dazu dient, Spenden für wohltätige Zwecke zu sammeln. Es wird von der römisch-katholischen Kirche organisiert und im Hotel Waldorf Astoria in New York City abgehalten. Es findet immer am dritten Donnerstag des Oktobers statt. Organisiert wird es von der Alfred E. Smith Memorial Foundation, die den ehemaligen New Yorker Gouverneur Al Smith ehrt. Gastgeber ist der Erzbischof von New York.
Herren tragen zu dem Dinner einen Frack. 1945 fand das erste Dinner statt, ein Jahr nach dem Tode Smiths. Es ist in der Regel das letzte Zusammentreffen der beiden US-Präsidentschaftskandidaten vor der Wahl. Beide Kandidaten halten eine Rede. Neben den Kandidaten gibt es die sogenannten Keynote speaker, denen eine besondere Bedeutung zukommt. Dazu gehörten z. B. Clare Boothe Luce, Bob Hope, Henry Kissinger, Tom Brokaw und Tony Blair.

## Geschichte
Seit 1960 (als Richard Nixon und John F. Kennedy sprachen), trafen dort die Präsidentschaftskandidaten aufeinander. 1976 sprachen Gerald Ford und Jimmy Carter. 1980 Carter und Ronald Reagan; 1988 Michael Dukakis und George H. W. Bush; 2000 Al Gore und George W. Bush; 2008 John McCain und Barack Obama; 2012 Barack Obama und Mitt Romney und 2016 Hillary Clinton und Donald Trump. Seit 1945 haben nur zwei Präsidenten nicht dort gesprochen, Harry Truman und Bill Clinton. Die Kandidaten halten meist Reden, die selbstironisch sind und den Gegenkandidaten auf die Schippe nehmen. 2008 kamen 3,9 Millionen US-Dollar zusammen.
Seit 1980 ist das Dinner durch Spannungen zwischen der Demokratischen Partei und der römischen Kirche geprägt. Grund ist die unterschiedliche Haltung zum Schwangerschaftsabbruch in den USA. 1980 wurde Präsident Jimmy Carter ausgebuht. 1984 sprach Ronald Reagan, aber sein Gegner Walter Mondale verzichtete, weil er sich auf die Debatte vorbereiten wollte. Amy Sullivan vermutete als Grund Spannungen zwischen dem Demokraten Mondale und der katholischen Kirche.
1996 und 2004 lud die Erzdiözese von New York die Kandidaten nicht ein. Grund soll der Ärger Kardinal O’Connors über Bill Clinton gewesen sein, weil dieser späte Schwangerschaftsabbrüche erlauben wollte. Offiziell wurde ein anderer Grund genannt: Probleme mit der Terminkoordination. Die Vizepräsidentschaftskandidaten sprachen an Stelle der Kandidaten. 2004 wurden die Kandidaten nicht eingeladen, da man fürchtete, dass die Spannungen zwischen beiden zu groß seien. Spekulationen über John Kerrys Haltung zur Abtreibung wurden als Grund genannt.

## In den Medien
2000 witzelte George W. Bush: „This is an impressive crowd. The haves and the have-mores. Some people call you the elite. I call you my base.“ („Das ist eine beeindruckende Gruppe Menschen. Die Habenden und die Mehr-Habenden. Einige Menschen nennen sie die Elite. Ich nenne sie meine (Wähler-)Basis.“) Dieses Zitat tauchte in Michael Moores Fahrenheit 9/11 auf und wurde später in John Kerrys Wahlkampfreden verwendet.
In der Fernsehserie The West Wing (Episode „The Al Smith Dinner“) spielt das Abendessen eine zentrale und titelgebende Rolle.